# Бокиловци
Бокиловци (болг. Бокиловци) — село в Болгарии. Находится в Монтанской области, входит в общину Берковица. Население составляет 126 человек.

## Политическая ситуация
Бокиловци подчиняется непосредственно общине и не имеет своего кмета.
Кмет (мэр) общины Берковица — Милчо Михайлов Доцов (независимый) по результатам выборов.